# Brokkelster
De brokkelster (Ophiothrix fragilis) is een slangster uit de familie Ophiotrichidae. De wetenschappelijke naam van de brokkelster werd in 1789 gepubliceerd door Peter Christian Abildgaard in deel 3 van Zoologia danica, een werk van Otto Friedrich Müller dat na diens dood door Abildgaard werd voltooid.

## Beschrijving
Het dier bestaat uit een centrale schijf van 2 cm doorsnede en vijf armen tot 7 cm lang. De totale diameter bedraagt maximaal 15 cm. De kleur varieert. Zoals alle slangsterren hebben brokkelsterren geen zuignappen aan de voetjes. Ze slaan hun soepele armen om stenen om zich voort te trekken en om voedseldeeltjes uit het water te vissen. Het dier is overdekt met kleine stekeltjes.
De Latijnse naam fragilis (breekbaar) dankt het dier aan het feit dat zijn armen gemakkelijk afbreken. Ze komen voor onder stenen en zeewier tot 350 meter diep, maar kunnen ook dichte matten vormen op zacht substraat zoals zand en slib.

## Verspreiding
De brokkelster komt algemeen voor rond de kusten van Groot-Brittannië en Ierland en in de Noordzee. Het strekt zich uit naar het zuiden van de Lofoten-eilanden en IJsland naar de Middellandse Zee en de Azoren, en langs de westkust van Afrika naar het zuiden tot Kaap de Goede Hoop. In Nederland komt deze soort vaak massaal voor in de Oosterschelde en plaatselijk langs de Noordzeekust. Het komt het meest voor op getijdengesteente en op grove sedimenten, bij voorkeur aan harde substraten zoals zand en grind. Het wordt vaak gevonden in lege schelpen of onder stenen, van de kustzone tot 350 meter diep.